# جربة هود
جربة هود (بالإنجليزية: Djerbahood)‏ هي تظاهرة في فن الشارع، قام خلالها 150 رسام من 30 دولة برسم 250 لوحة جدارية في مدينة الرياض في جزيرة جربة التونسية. أطلقت هذه التظاهرة من قبل Galerie Itinerrance من باريس في يونيو 2014.

## المشروع

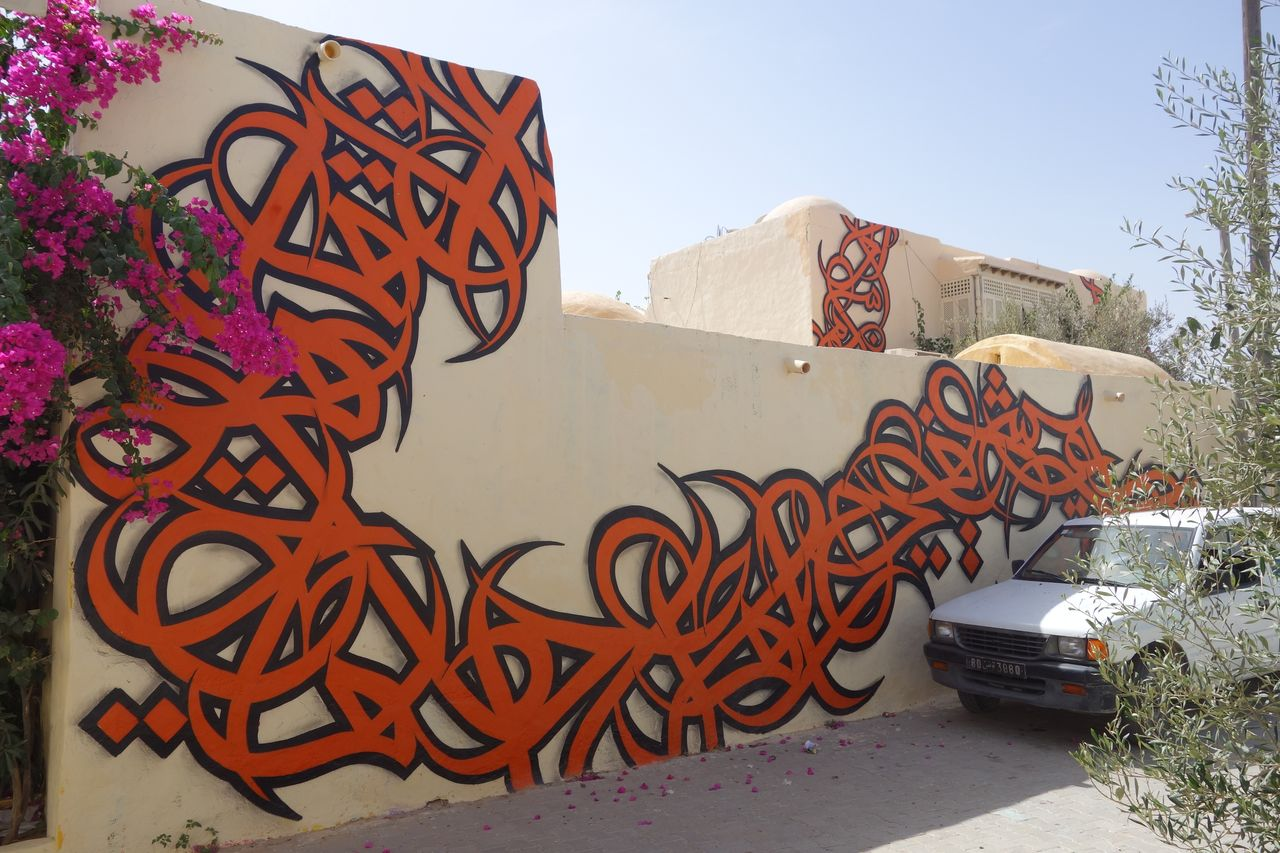
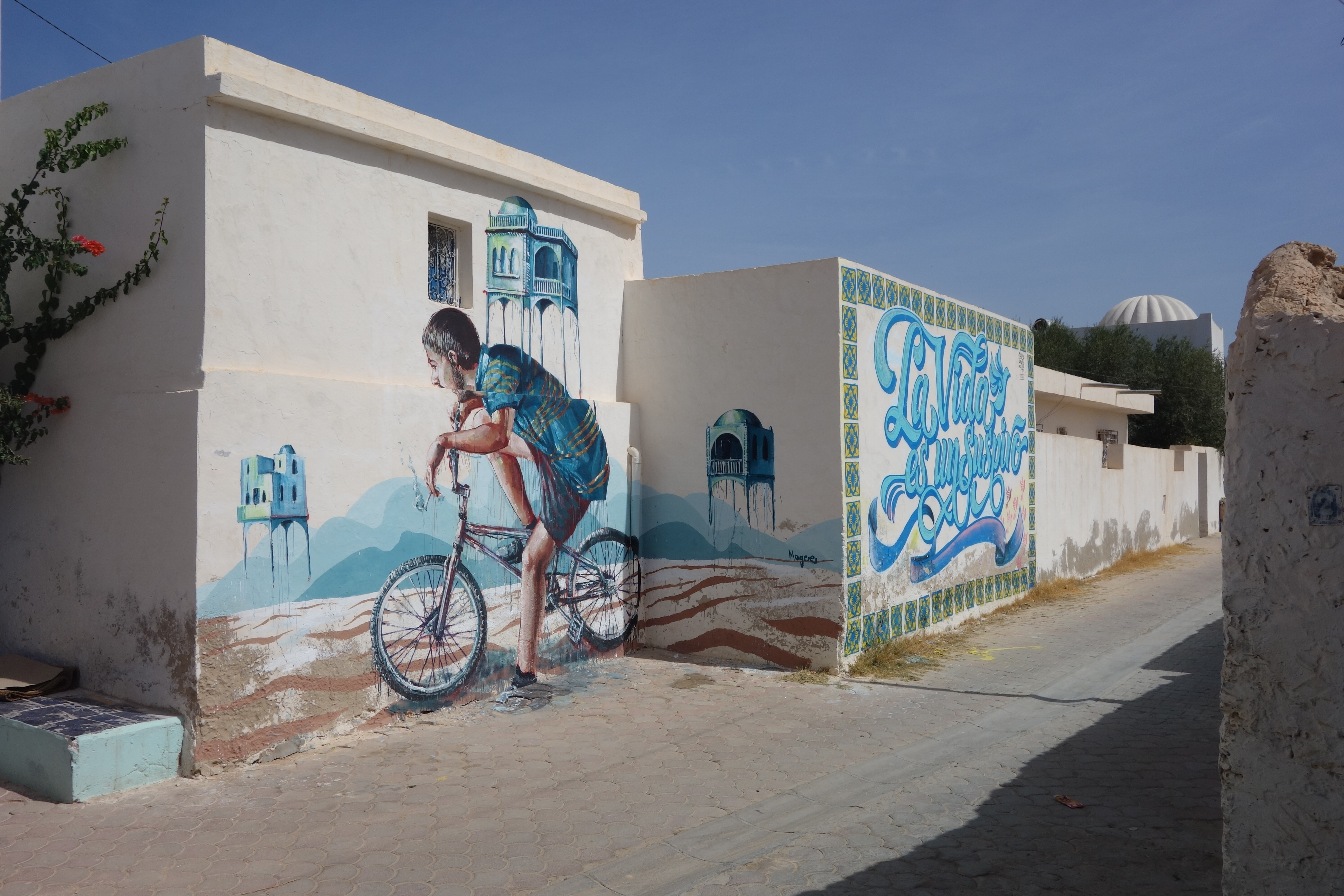
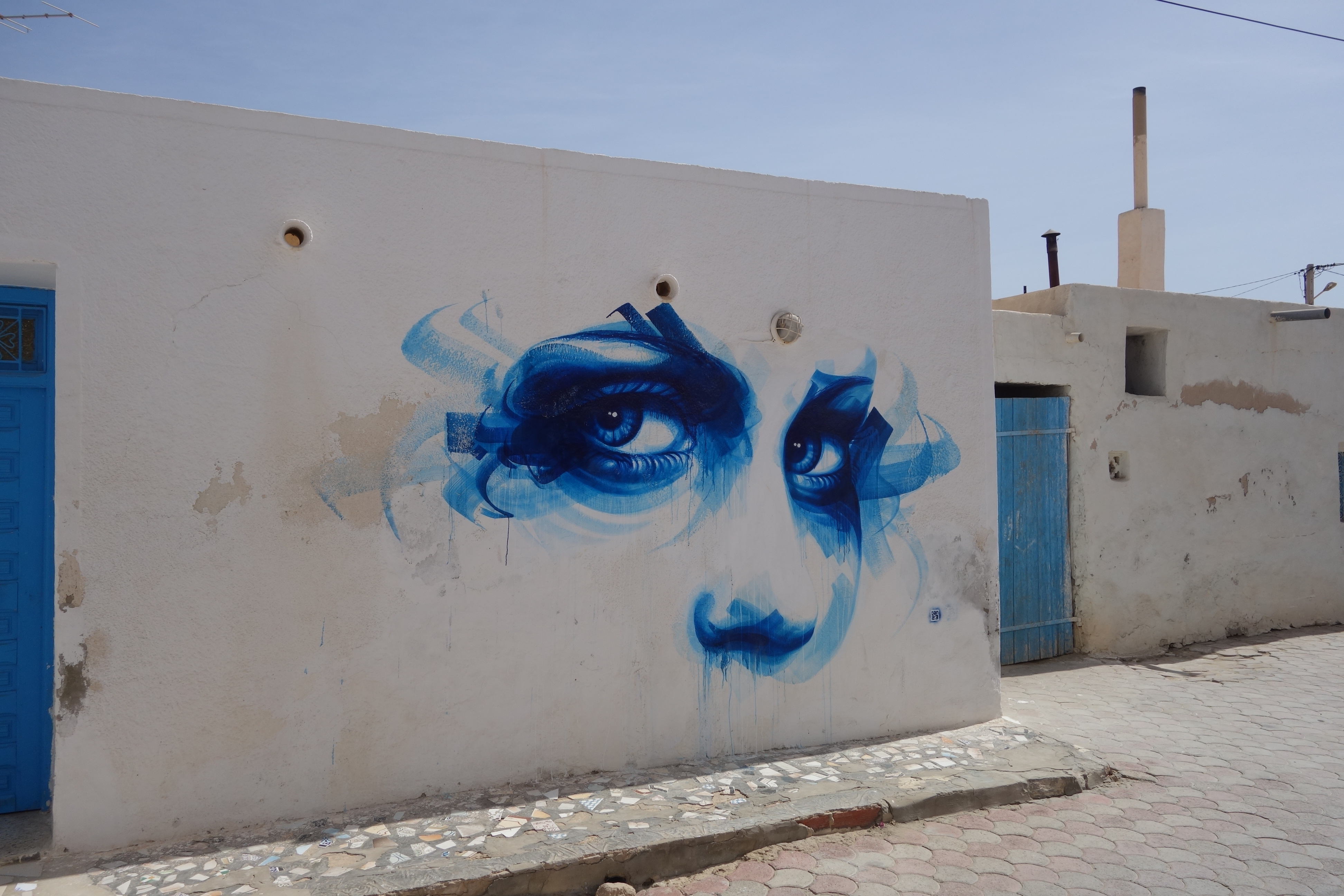
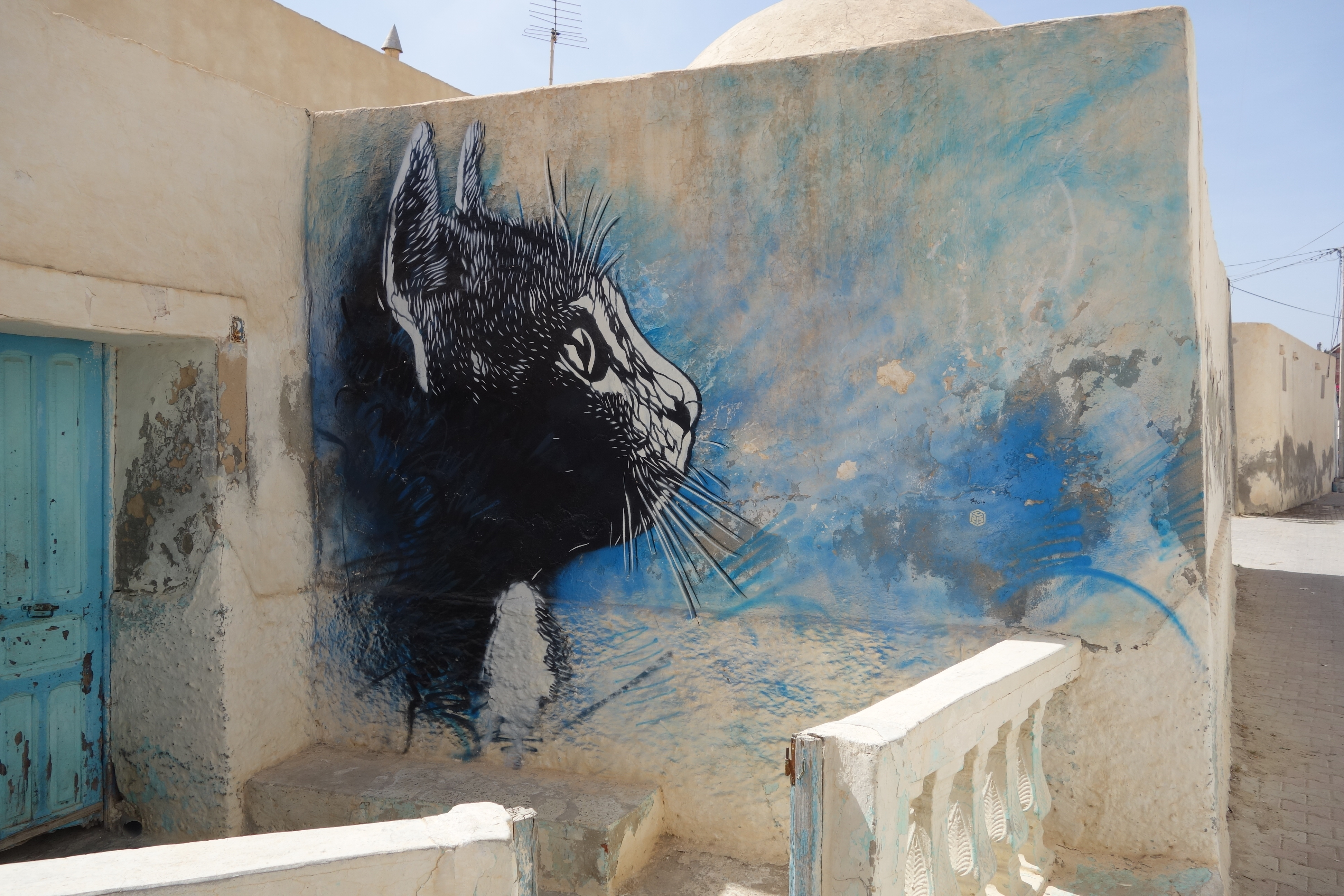
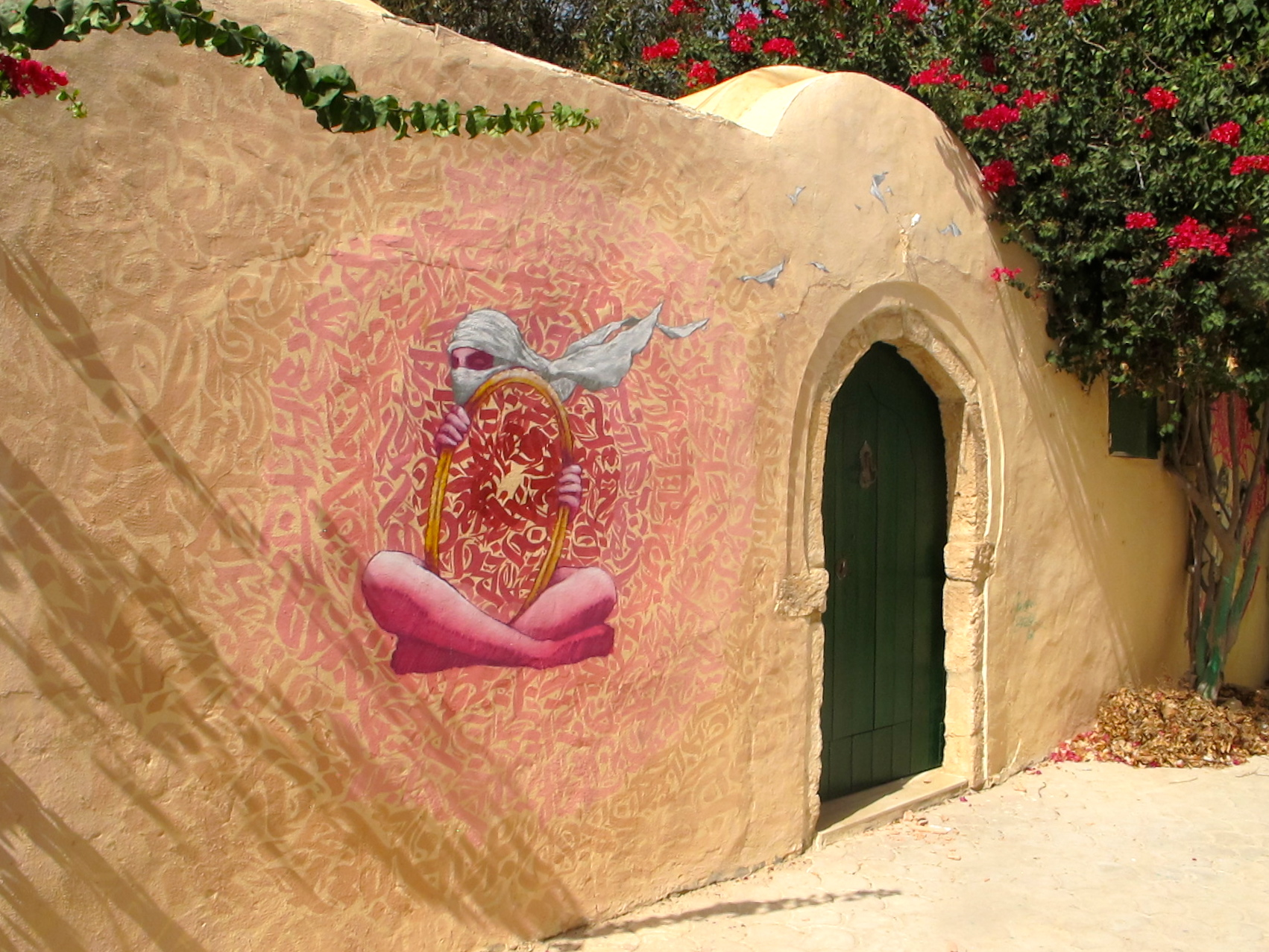
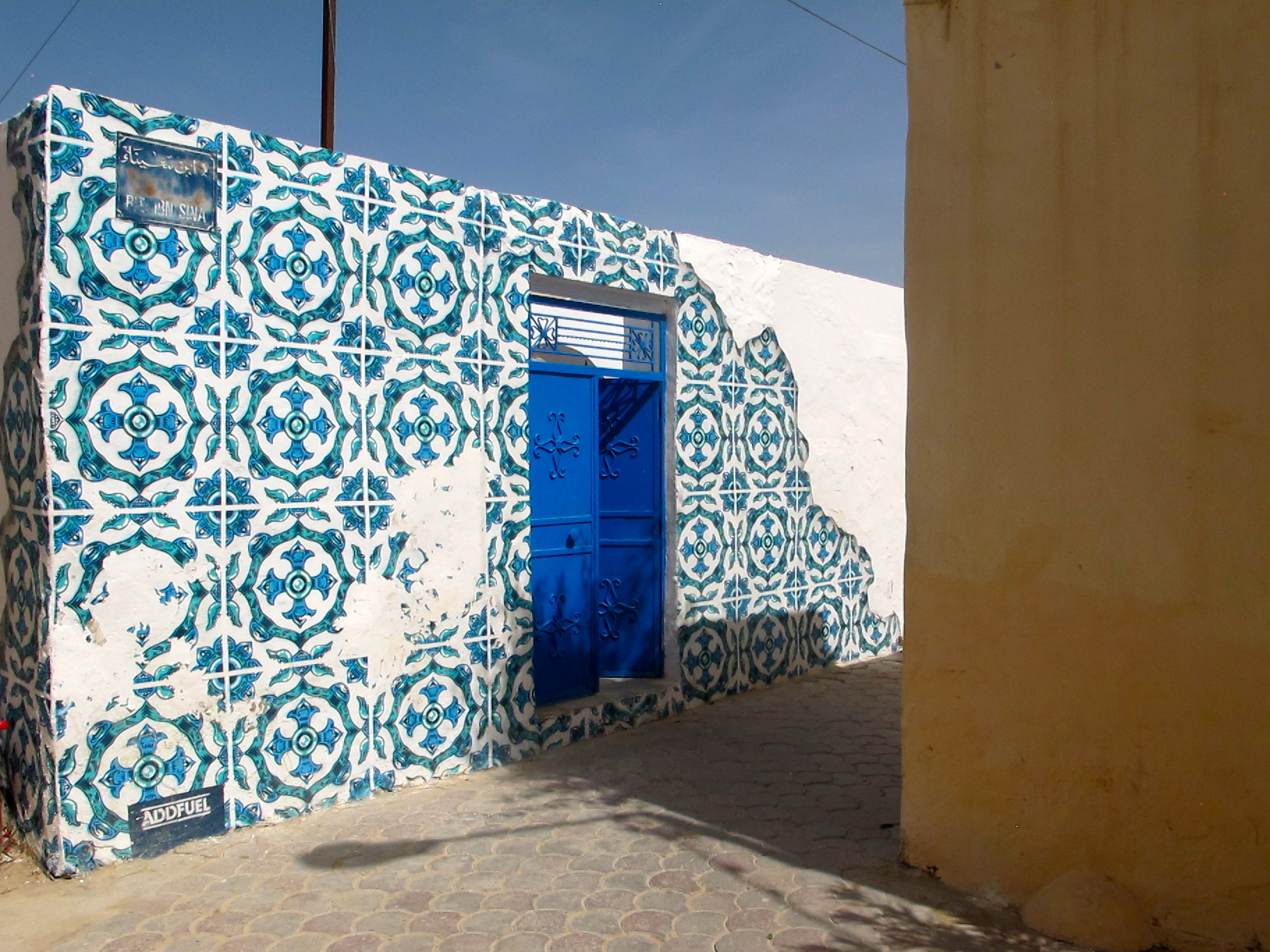
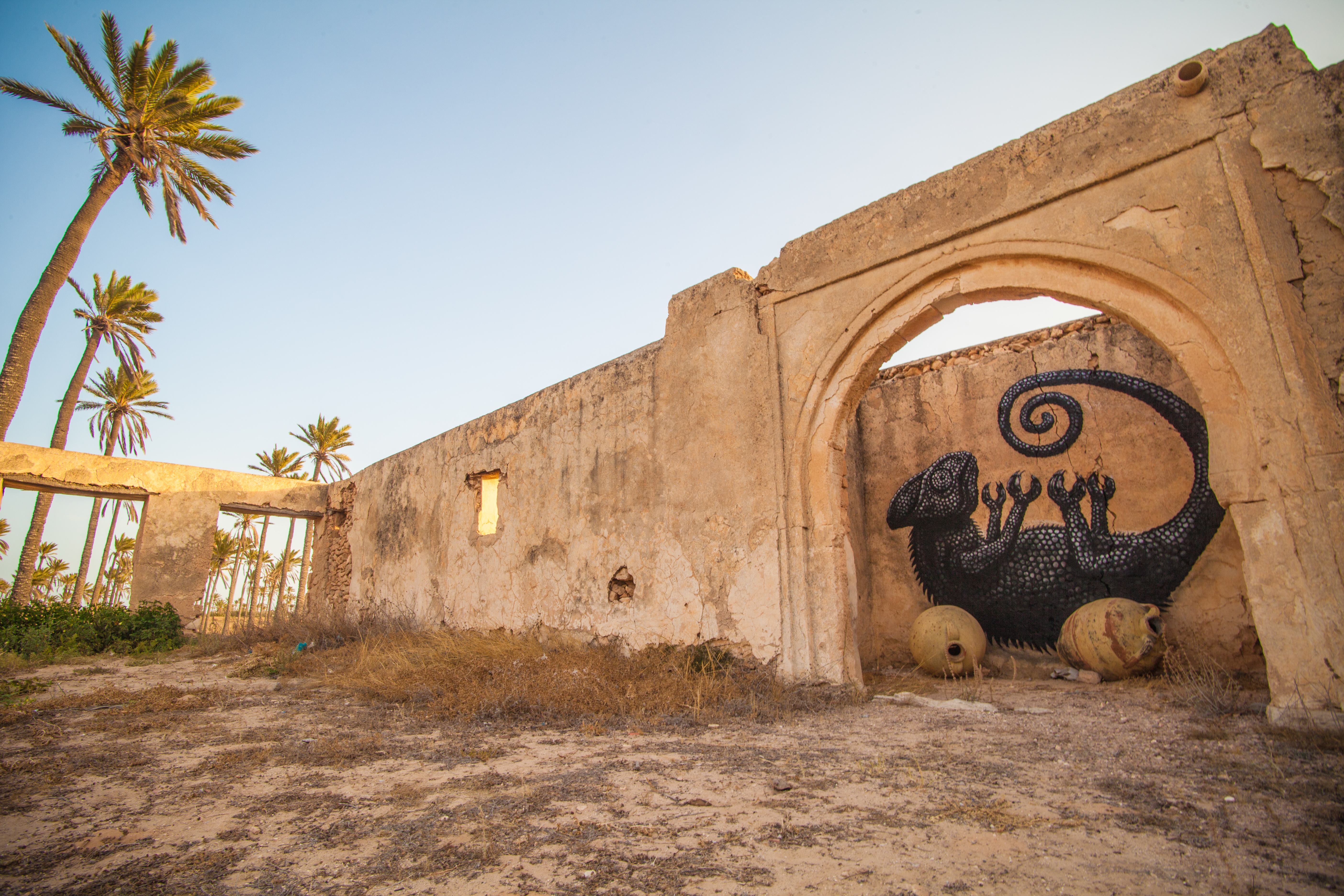
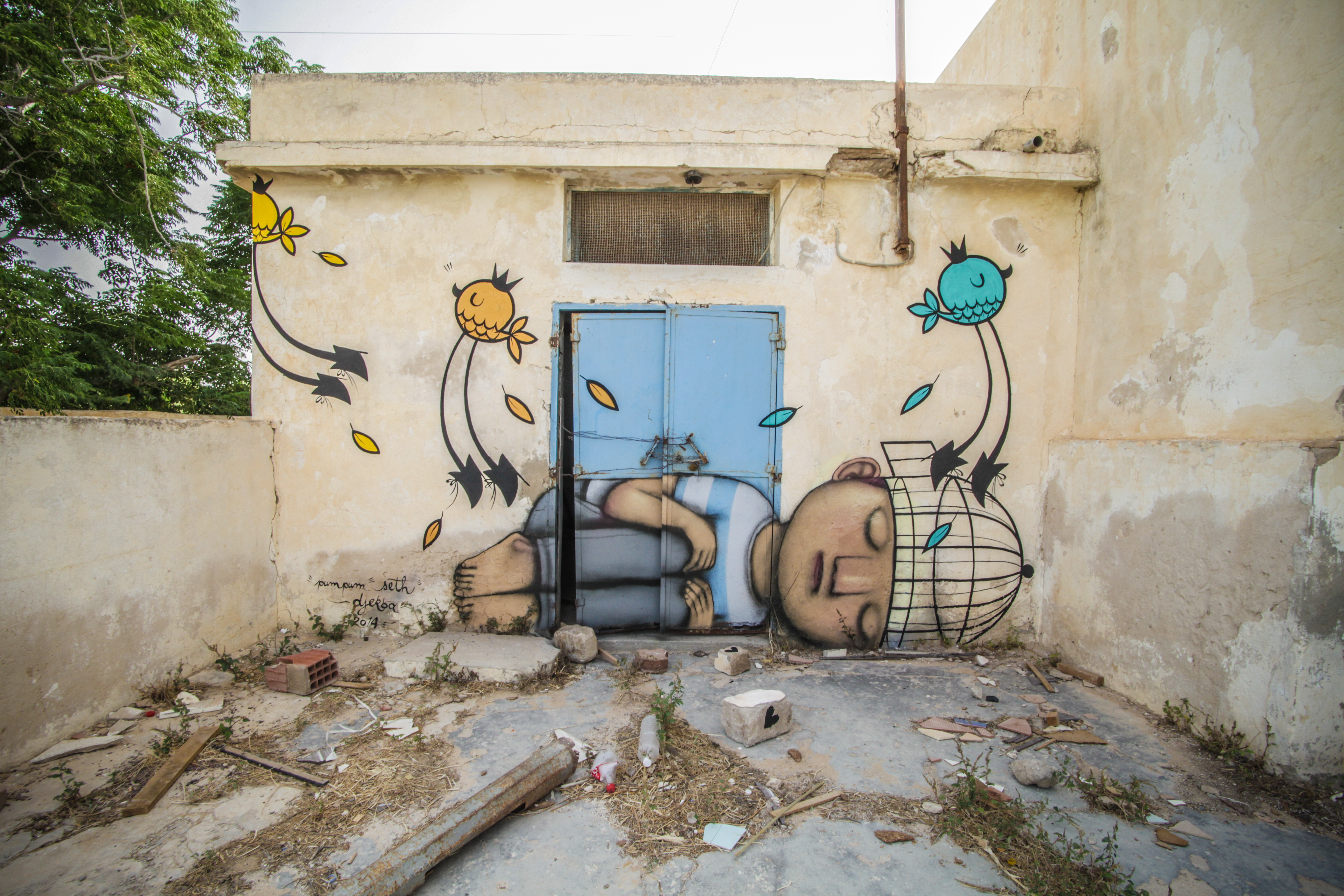

اسم هذا الحدث، «جربة هود» (Djerbahood)، فرض نفسه تلقائيا على المنظمين بعد تنصيب عبارة The Hood (عبارة إنجليزية مشهورة ويمكن أن تشير إلى الحي) من قبل الإيطالي رودولف سينتورينو في مدخل قرية الرياض في جزيرة جربة، التي تسمى سابقا الحارة الصغيرة. 

تطلب رسم 250 لوحة جدارية من قبل ال150 رساما وفنانا حوالي 500 4 بخاخ دهن استعملت في أعمال فردية وجماعية.

في الهواء الطلق ومفتوحة، جربة هود يمكن أن تعتبر كتجربة لمتحف فن الشارع: صمم هذا المتحف المفتوح وفقا لمعايير المتاحف التقليدية (الضوء، سينوغرافيا، المسار)، ولكن يختلف عن مهرجانات فن الشارع.

حسب صحيفة لوطون التونسية، فإنها تجربة وحيدة وفريدة من نوعها في فن الشارع. حسب مهدي بن الشيخ مدير رواق Galerie Itinerrance الفني في باريس فهي «حركة في طور الفوران في بلد في طور التكوين». 

جولة افتراضية في شوارع القرية توفرها شركة الاتصالات أوريدو تونس، ومتوفرة على موقع إنترنت للشركة (أنظر هنا نسخة محفوظة 3 ديسمبر 2018 على موقع واي باك مشين.).

## القرية
اختيرت لهندستها التقليدية، تستفيد قرية الرياض السياحية بموقعها المشع في جزيرة جربة، التي تعاني منذ الثورة التونسية في 2011 من اختلال في تنظيم جمع القمامة. 

المشروع سمح أيضا بتنظيم التقاء بين السكان والفنانين، حيث استطاع مهدي بن الشيخ أن يقنع السكان باعطاء أسوار منازلهم للفنانين للرسم عليها، وقال أن هذا حدث تاريخي للجزيرة. بعض السكان الذين رفضوا في البداية تقديم أسوارهم للفنانين، قاموا باستدعائهم في النهاية للرسم على أسوارهم كذلك. العمال والسكان المحليين قدموا مساعدات مادية ومعدات للفنانين لتسهيل عملهم.

## الفنانين
شارك في هذه التظاهرة 150 فنانا ورساما من 30 دولة وجنسية، ومن بينهم: أد فيول [الإنجليزية]، آية طارق، سي125، إل سيد، فينتان ماغي، جاس، فلغم، روا، سوون أو كذلك جوليان مالون.

## التغطية الإعلامية
تم تغطية التظاهرة على مستوى واسع إعلاميا خاصة في الصحافة المكتوبة في حوالي 70 بلدا في العالم، وخاصة في: نيويورك تايمز، الغارديان، لوموند، ليبراسيون، هافينغتون بوست، لا ريبوبليكا، مجلة فوغ الإيطالية، قناة الجزيرة، بي بي سي نيوز.

## ببليوغرافيا
- مهدي بن الشيخ (2015). Djerbahood. Le musée de street art à ciel ouvert [جربة هود. متحف فن الشارع في الهواء الطلق] (بالفرنسية). باريس: دار نشر Albin Michel. ISBN:222625918X. {{استشهاد بكتاب}}: تحقق من التاريخ في: |سنة= (help)

## مقالات ذات صلة
- غرافيتي
- كاليغرافيتي

## روابط خارجية
- الموقع الرسمي للتظاهرة.